# Zazie dans le métro
Pour les articles homonymes, voir Zazie dans le métro (homonymie).
Cet article possède un paronyme, voir Nazis dans le métro.
Zazie dans le métro est un roman de Raymond Queneau, paru en 1959. Parodie burlesque de multiples formes romanesques (roman d'apprentissage, épopée de l'Odyssée d'Homère), l'ouvrage met en scène une galerie de personnages pittoresques mais présente aussi une réflexion philosophique sur l'identité et la vérité. L'auteur recourt au néo-français à des fins comiques. Queneau, jusque-là simplement reconnu par la critique, signe avec ce roman son premier succès populaire.

## Résumé
Zazie, une jeune fille aux manières délurées, âgée approximativement de onze ans, arrive de sa province berrichonne, impatiente de connaître le métro parisien. Son oncle Gabriel l'attend à la gare et, à la grande déception de Zazie, lui annonce que le métro est fermé pour cause de grève. Il la jette directement dans un taxi, conduit par son ami Charles : direction le café Turandot, au-dessus duquel il vit. Là, Zazie fait la connaissance de Marceline, la femme de Gabriel, et de divers personnages du café : Turandot, le tenancier, Mado P'tits-Pieds, la serveuse... Le lendemain, Zazie s'enfuit avec l'intention de découvrir le métro et découvre le marché aux puces, en compagnie d'un étrange personnage qui la ramène chez Gabriel, et qui se fait tour à tour passer pour un commerçant et pour un policier, et qui change de nom au fil de l'histoire (Pedro Surplus, puis Trouscaillon, puis Bertin Poirée et enfin Aroun Arachide).
Gabriel emmène ensuite Zazie découvrir la tour Eiffel. Au pied de celle-ci, il est embarqué par un groupe de touristes étrangers qui le prennent pour un guide. Zazie, accompagnée de Trouscaillon et d'une femme rencontrée par hasard (la veuve Mouaque), finit par retrouver son oncle. Ce dernier invite alors le groupe de touristes puis l'ensemble de ses amis à assister au numéro de « danseuse » dans le cabaret homosexuel pour lequel il travaille. Dans le même temps, le type (Bertin Poirée) pénètre chez Marceline. Il tente de la séduire puis, frustré, de la violer. Mais Marceline s'enfuit.
Durant la nuit qui suit le spectacle de Gabriel, les personnages finissent par dévoiler l'identité multiple et ambiguë de Trouscaillon. Qui est-il ? Un pauvre homme amnésique, qui oublie constamment son nom ? Ou bien le diable en personne ? Dans tous les cas, il est certain que le type est un satyre. 
Pour conclure la soirée, les personnages vont manger une soupe à l'oignon dans un bar-restaurant qui s'appelle Aux Nyctalopes. Le repas convivial se termine en bataille. Soudain, Bertin Poirée, devenu alors Aroun Arachide, attaque le bar-restaurant à l'aide de ses troupes. La veuve Mouaque meurt sous les balles, et les autres personnages s'enfuient par les souterrains puis par les conduits du métro grâce à Marceline (devenue Marcel), alors que Zazie s'est évanouie dans les bras de Gabriel. Au petit matin, Zazie est rendue à sa mère et elle reprend le train sans avoir vu les couloirs du métro. « J'ai vieilli », dit-elle.

## Commentaires
Le projet de départ de Queneau était d'en faire un roman policier ; on en retrouve quelques traces, par exemple lors du faux interrogatoire de Gabriel par Trouscaillon.
Le sujet annoncé par le titre de l'ouvrage est prétendument le métro. En effet, le métro obsède Zazie, mais il est en grève lors de son séjour à Paris. La première question que peut se poser le lecteur est : va-t-elle prendre le métro ?
Les aventures parisiennes de Zazie sont des épreuves qu'elle surmonte avec brio, protégée et guidée par son oncle Gabriel (cf. l'archange Gabriel, d'ailleurs devenu « archiguide » dans le roman). Elle pose nombre de questions, fouine partout, leur tend des pièges, etc. C'est une enfant terrible, sans complexe, sûre d'elle, qui ignore la politesse, etc. Elle incarne l'ingénuité d'une jeunesse qui a soif d'apprendre, et de comprendre ; quand les adultes prétendent que le monde est ordonné, elle ne se contente pas des apparences, mais préfère vérifier, et met à nu le désordre.
L'autre sujet récurrent concerne l'homosexualité supposée de Gabriel. Tout au long du roman, Zazie va demander à Gabriel s'il est homosexuel ou non (elle dit « hormosessuel »). Gabriel l'emmènera alors à l'un de ses spectacles pour qu'elle voie pourquoi les gens disent qu'il est homosexuel, alors qu'il ne l'est pas en réalité. Ceci suffira à Zazie pour croire son oncle. Cependant, à la fin du roman, on s'aperçoit que Gabriel semble bel et bien homosexuel puisque sa femme, Marceline, est alors désignée sous le nom de Marcel.
De nombreux autres thèmes sont représentés : le travail, l'amitié, le tourisme, l'argot, etc.
Pour le lecteur, l'intérêt semble être d'abord de savoir si Zazie prendra le métro ou pas, thème a priori principal du roman, qui s'écrit donc autour d'une action bien mince et qui n'a pas vraiment lieu. Finalement, cette trame s'avère être un prétexte ou un enjeu bien secondaire puisque seul compte l'enchaînement d'actions extravagantes, et en grande partie hasardeuses, qui caractérisent la vie : on prévoit de prendre le métro, mais il y a grève et arrive alors tout ce qui ne pouvait pas être prévu.
L'homosexualité de Gabriel est à nouveau remise en question au dernier chapitre, où Marceline serait un homme, celui qui ramène Zazie à la gare, c'est-à-dire Marcel : « — Tiens, dit Jeanne Lalochère : Marcel. »
Selon Zabou Breitman, qui tient l'anecdote de Hugo Gélin, le nom de Zazie est un clin d’œil de Raymond Queneau à Xavier Gélin, le fils de son ami Daniel Gélin, dont le surnom était « Zazi » (en hommage à son père Xavier, Hugo Gélin nommera ensuite sa maison de production Zazi Films). Dans ses premières ébauches, Queneau aurait ainsi écrit les aventures d'un petit garçon inspiré de Xavier Gélin, avant de modifier son récit et d'en faire une fille.

## Les personnages
- Zazie est le personnage éponyme du roman. Elle est considérée comme une antithèse de la petite fille modèle. Du haut de ses onze ans[3], elle incarne l'insolence, la surprise et la précocité. Queneau interroge son identité de petite fille en jouant sur l'âge et la sexualité de Zazie.  Au chapitre V, elle fugue comme une adolescente mais réagit avec maturité, comme lorsqu'elle fait passer Turandot pour un satyre. Zazie est dotée d'un véritable esprit critique. Elle est lucide et réfléchie et le démontre par sa capacité à manipuler et renverser les situations. Zazie est aussi un garçon manqué. Elle exhibe des signes de virilité en voulant des bloudjinnzes, jeans qui à l'époque paraissent encore très masculins. Elle l'est aussi parce qu'elle adopte fréquemment un comportement agressif envers les personnages masculins du roman. Queneau dote son héroïne de traits de langage singuliers : elle s'exprime dans une langue neuve et originale, au style très familier et est pourvue d'un sens averti de la répartie.
- Gabriel a environ 32 ans ; il est l'oncle de Zazie. Il est présenté comme un colosse. C'est le seul personnage à être décrit physiquement. Il se revendique comme un artiste. Parfois, on doute de son identité sexuelle. Il devient Gabriella le soir, quand il danse. L'auteur le dote de nombreuses caractéristiques associées de manière traditionnelle aux personnages féminins : il « rougit », a « la peau douce », se produit « en tutu ». On le qualifie d'hormosessuel car il évolue dans le même flou et la même indécision que ce terme. Il apparait parfois comme le double inversé de Zazie, comme la véritable petite fille du roman ; il parle avec calme, veut toujours boire de la grenadine. On peut voir dans une telle ambiguïté sexuelle une référence à l'indétermination du sexe des anges. Gabriel, dont le nom signifie « la force de Dieu », serait alors une figure de l'archange.
- Jeanne Lalochère est la mère de Zazie. Tout en apparaissant comme un personnage secondaire, elle est celle qui déclenche la narration. En effet, c'est elle qui emmène Zazie à la gare et la laisse à son oncle Gabriel, pendant qu'elle va rencontrer son amant. Elle est un des rares personnages du roman qui possède un nom et un prénom ; plusieurs hypothèses sont émises sur les choix de l'auteur. Jeanne, correspondrait à Jean, les gens, ce qui veut dire tout le monde. On a pu voir également dans le choix de ce prénom un lien avec la biographie de l'auteur, puisque Jeanne est le prénom de la femme qui a élevé Queneau ; elle renverrait aussi à Jeanne d'Arc, personnage qu'il aurait apprécié.
- Le « type »/Pédro-Surplus/Trouscaillon/Bertin Poirée/Aroun Arachide est un personnage qui a plusieurs facettes. Il est vu successivement comme un satyre, un agent de police, un inspecteur puis comme « un prince de ce monde et de plusieurs territoires ». Il est perçu comme étant un acteur qui joue plusieurs personnages sans jamais dévoiler ce qu'il est réellement, comme lors de l'accusation de Zazie pour vol, lors de laquelle il ment et gagne à sa cause l'opinion des passants. S'il martèle ainsi une identité changeante, il évoque parfois l'incertitude de sa définition, en disant notamment : « C'est moi que j'ai perdu. »
- Fédor Balanovitch est le guide du bus. Il est le seul personnage qui arrive à faire taire Zazie : « Zazie la boucla » au chapitre XI. Son nom signifie « fils du gland » (de balanaus : gland de l'homme). Fédor est le seul personnage qui n'émet aucun jugement sur la sexualité de Gabriel.
- Gridoux est le cordonnier. Dans une scène du film de Louis Malle, le personnage est successivement blanc, puis très brièvement noir. Le mélange des deux couleurs donne du gris, ce qui peut évoquer son nom. Il est souvent décrit comme un personnage observateur depuis sa boutique.
- Mado P'tits Pieds est une serveuse de bar parisienne. C'est une femme moderne car elle travaille. Certains y voient une référence à Berthe aux Grands Pieds ainsi qu'à Marie-Madeleine dans la Bible. C'est une femme charnelle qui va se marier avec Charles, et cesse d'être appelée Mado P'tits Pieds pour devenir finalement Madeleine.
- Charles : âgé d'environ 45 ans, il est un ami et le beau-frère de Gabriel. C'est un chauffeur de taxi, le « taximane ». Il est célibataire et recherche l'âme sœur sur des petites annonces. Il passe son temps à attendre les passants : « Charles attend » ; cette désignation le fait apparaître comme un charlatan. Ce n'est pourtant pas un personnage très romantique ; on le remarque lors de sa demande en mariage à Mado Ptits Pieds.
- Turandot et Laverdure : Laverdure est le perroquet de Turandot, gérant du bar La Cave. Il loue son appartement au-dessus du bar à Gabriel. Son perroquet est caractérisé par sa formule récurrente : « Tu causes, tu causes, c'est tout ce que tu sais faire. »
- Marceline (Marcel) : femme de Gabriel au début du récit, et qui peut-être à la fin du roman deviendrait Marcel.

## Résumé des chapitres
Un résumé des chapitres est présenté ci-après.
- Chapitre I : À la gare d'Austerlitz, Gabriel attend le train qui amène sa sœur Jeanne Lalochère et sa nièce Zazie, qu'il doit garder pendant trois jours. En patientant, il se dispute avec un couple qui critique son parfum. Lorsque le train arrive, il remarque sa nièce. Jeanne lui donne des recommandations et part. Zazie et son oncle partent de la gare et montent dans le taxi de Charles, un ami de Gabriel. Elle est déçue ne pas être allée dans le métro car les poinçonneurs sont en grève. À la fin du chapitre, tous les trois prennent un verre sur la terrasse d'un café.
- Chapitre II : Zazie et Gabriel arrivent devant La Cave tenue par Turandot. Ce dernier ne supporte pas la grossièreté de Zazie et ne veut pas d'elle sous son toit. Après cela, ils vont tous les deux dans l'appartement de l'oncle, situé au-dessus du bar. Le repas terminé, Marceline, la femme de Gabriel couche Zazie pendant que son mari se vernit les ongles. Après une dispute avec Turandot sur le fait que Zazie soit ici, Gabriel se prépare pour aller travailler. Cependant à la dernière minute, Marceline le rattrape pour lui donner son rouge à lèvres.
- Chapitre III : Au matin, Zazie sort de sa chambre silencieusement et rejoint l'entrée. Elle s'échappe de la maison mais Turandot l’aperçoit et la suit. Lorsqu'il l'aborde, elle crie et l'accuse de pédophilie. Le jugement de la foule oblige Turandot à retourner dans son bar. Après quelques verres, il informe Gabriel de l'histoire avec Zazie et pousse l'oncle à partir à la recherche de sa nièce. Une fois décidé à sortir, Gabriel croise Gridoux qui lui explique que c'est une fugue. Cependant, Gabriel décide de ne pas appeler la police et retourne se coucher.
- Chapitre IV : Pendant ce temps, Zazie s'enfuit de la foule et erre dans les rues. Elle aperçoit une entrée de métro, s'y précipite, mais elle comprend vite que la grève est toujours d’actualité et éclate en sanglots. Un homme s'approche et la console avec un « cacolaco ». Même si elle est méfiante et curieuse envers cet inconnu, elle le suit au marché aux puces. Il lui achète un « bloudjinnz », présent sur un étal, et l'emmène manger dans un restaurant.  Zazie se sent en confiance et lui donne la  raison de sa venue à Paris.  Sa mère a tué son père à coup de hache mais elle est acquittée.
- Chapitre V : Zazie finit de raconter le meurtre de son père, puis elle décrit sa vie qu'elle avait avec sa mère et son amant Georges. Cependant sa mère, Jeanne, se sépare de lui car il tourne autour de Zazie.  C'est pour la protéger que Jeanne la confie à son frère Gabriel. L'inconnu commence à s'intéresser de trop près à Gabriel alors, Zazie décide de prendre le jean et de partir. Mais elle est rattrapée par l'homme qui l'accuse de vol avant qu'elle ne l'accuse d'autre chose. Une fois la foule dispersée, Zazie emmène l'inconnu chez Gabriel, elle pense que c'est un policier. Gabriel est surpris mais accepte d'être interrogé par le « policier ». En pensant que Gabriel prostitue Zazie, il fait avouer à ce dernier qu'il travaille la nuit comme une danseuse de charme.
- Chapitre VI : Pendant que l'homme se renseigne sur le travail de son oncle, Zazie essaye son jean. Maintenant, Pédro-surplus «accuse» Gabriel d'être homosexuel à cause de son métier. Celui-ci tente de se justifier. L'homme cherche le jean offert à Zazie mais cette dernière entre dans la pièce.  Excédé, Gabriel sort l'homme de chez lui. Puis il va chez Turandot mais Pédro-surplus le suit et s'assoit au fond du bar. Lorsque Gabriel le voit, il s'évanouit. Il se réveille, prend un remontant et retourne chez lui avec Charles.
- Chapitre VII : Mado Ptits-pieds, serveuse de La Cave, sert le repas à Gridoux. Le cordonnier veut connaître l'homme mystérieux et demande à la serveuse de raconter ses faits et gestes. Mais Mado lui dit que c'est un homme normal. Elle lui parle ensuite de Charles, celui dont elle est amoureuse. Puis elle part servir les autres clients pendant que Pédro-Surplus vient vers Gridoux pour lui acheter un lacet. Il commence à parler, justifie ses accusations envers Gabriel puis part.
- Chapitre VIII : Charles, Gabriel et Zazie regardent Paris du haut de la Tour Eiffel. Gabriel part tandis que Zazie demande à Charles si son oncle est « hormossessuel ». Puis elle lui parle de son célibat, Charles s'énerve et descend. Gabriel proclame un monologue pendant qu'il attend Zazie, des touristes s’amassent autour de lui. Zazie arrive quand Fédor Balanovitch, le conducteur de car, appelle ses touristes. Il remarque Gabriel et l'interpelle sous le nom de Gabriella. Zazie et son oncle montent dans le bus car Charles est parti. Le bus part vers la Sainte-Chapelle.
- Chapitre IX : Lors du trajet, Gabriel parle aux voyageurs alors que Zazie veut descendre. Elle questionne son oncle sur sa vraie sexualité. Ils descendent du bus puis ils continuent leur conversation, ce qui attire l'attention de la veuve Mouaque. Elle commence à prendre part à la discussion lorsque les touristes du bus le prennent de force et le ramène dans l'autocar. La veuve appelle à l'aide un policier et lui explique le déroulement du « kidnapping ». Le policier Trouscaillon est d'accord pour les aider.
- Chapitre X : Le policier cherche un automobiliste pour aller à la Sainte-Chapelle pour sauver Gabriel. Ils montent dans un « Sanctimontronnais ». Ils arrivent à la Sainte-Chapelle où ils heurtent le bus de Fédor. Les femmes lui demandent où est parti Gabriel.
- Chapitre XI : Ils trouvent Gabriel assis sur une terrasse, qui parle de son spectacle aux touristes du bus. L'ayant retrouvé, Trouscaillon part et la veuve Mouaque le suit. Gabriel emmène Zazie au Mont-de-Piété pour voir son spectacle et mettre fin à ses questions. Les touristes sont toujours auprès de Gabriel et celui-ci décide de les emmener au spectacle.
- Chapitre XII : Trouscaillon et la veuve Mouaque sont attirés l'un envers l'autre et décident de se donner rendez-vous le soir même. Elle rencontre Zazie lorsqu'elle l'attend. En faisant un bout de chemin ensemble, elles constatent qu'elles vont au même endroit : le Sphéroïde. Elles rejoignent Gabriel qui est en train de jouer au billard avec les touristes. Gabriel invite la veuve Mouaque et Trouscaillon à venir dîner avec eux. Pendant le repas, Zazie interpelle la serveuse et lui dit qu'elle n'est pas contente de son assiette ce qui provoque l’indignation de la serveuse. Gabriel prend sa défense ce qui fait sortir le patron.  Mais Trouscaillon réussit à calmer les tensions et le serveur amène une nouvelle assiette à Zazie.
- Chapitre XIII : Gabriel demande à Mado d'informer Marceline de son programme. Cependant Charles l'en empêche car il veut sa réponse à sa demande en mariage.  Mado accepte et pour les féliciter, Gabriel invite les deux fiancés à son spectacle. Mado monte donc voir Marceline, qui la félicite.
- Chapitre XIV : Turandot, Mado, Laverdure, Gridoux et Charles prennent la voiture et partent en direction du Mont-de-Piété. Arrivés à leur destination, ils se demandent la raison de leur venue car Gabriel a toujours voulu garder ce spectacle secret. Ils entrent dans la salle et rejoignent Zazie et le groupe de touristes. Gabriel commande du champagne et commence à expliquer son « art chorégraphique ».  Tandis que le public s'amuse, Gabriel vient voir sa bande, cependant il déplore l'absence de Marceline.
- Chapitre XV : Marceline dort dans son fauteuil, elle est réveillée par Pédro-Surplus qui toque à la porte puis crochète la serrure de l'appartement. Il entre et se met à la questionner en se faisant passer pour l'inspecteur Bertin Poirée. Il se décrit comme un homme à trois facettes : il est Trouscaillon, Pédro-Surplus et Bertin Poirée. Puis il menace de violer Marceline si elle refuse de céder à ses avances, mais elle réussit à s'échapper par une fenêtre.
- Chapitre XVI : Trouscaillon attend la fermeture du Mont-de-Piété, il parle donc à Fédor qui attend la même chose. Le spectacle terminé, les fiancés rentrent, tandis que Gabriel et les autres partent au Nyctalopes. Gridoux constate qu'il y a une forte ressemblance entre Trouscaillon et Pédro-Surplus. Il menace alors ce dernier de tout avouer à la veuve Mouaque de ses méfaits du matin. Deux policiers sont attirés par la dispute mais Trouscaillon les rassure grâce à son uniforme. Cependant, Zazie aggrave la situation et Trouscaillon est embarqué par les policiers.
- Chapitre XVII : Aux Nyctalopes, la veuve Mouaque pleure Trouscaillon. Gridoux n'en pouvant plus, lui donne une gifle, la veuve fait de même. Ce conflit attire les serveurs qui sortent Turandots. La bagarre éclate et la troupe de Gabriel prend finalement le dessus. Le combat terminé, Turandot passe derrière le bar et prépare le café. Gabriel pense à rentrer, le restaurant, rempli de policiers joue probablement (?).
- Chapitre XVIII : Tandis que la bande boit son café, la veuve Mouaque rejoint Trouscaillon dehors. À sa sortie, les policiers lui tirent dessus et elle s’effondre. Après cela, les policiers entrent dans le restaurant avec à leur tête Trouscaillon qui se présente comme Aroun Arachide, « prince de ce monde ». La troupe est  piégée mais elle est sauvée par un inconnu, Marcel, qui descend le monte-charge sur lequel ils se trouvent. Ils sont conduits dans les méandres du métro parisien et se dispersent pour échapper à leurs poursuivants.
- Chapitre XIX : Jeanne Lalochère s'éclipse de l'appartement de son amant car les trois jours de liberté sont finis et elle doit récupérer Zazie à la gare. Marcel (peut-être Marceline) raccompagne la petite fille endormie, sur le quai car Gabriel a disparu. Jeanne récupère Zazie qui se réveille en disant qu'elle a vieilli.

## Jeux sur le langage
Queneau intègre la langue orale dans son récit écrit, utilisant parfois des termes propres au langage familier, et malmenant l'orthographe, à l'image du terme : « Doukipudonktan », hapax qui ouvre le roman. Les modifications orthographiques réalisées touchent tous les types de mots, du substantif « meussieu » à la transcription phonétique de certains sigles, comme le STO, qui devient « essteo ». L'auteur transforme également certaines orthographes étrangères, utilisant notamment « bloudjinnzes » pour le mot anglais blue jeans. La syntaxe est également fréquemment malmenée dans le roman, notamment la concordance des temps de certains passages, délibérément erratique.  
En jouant cependant du contraste entre ces formulations orales et populaires avec des termes relevant d'un niveau de langue beaucoup plus soutenu, Queneau remet en cause nombre de ce qu’il considère comme des incongruités de la langue. Exemple, la discussion pour la conjugaison conforme de vêtir : vêtissez-vous ou vêtez-vous.

## Postérité
Zazie dans le métro est classé à la 36e place du classement français établi au printemps 1999 des cent meilleurs livres du XXe siècle.
Le personnage de Zazie a inspiré à Serge Gainsbourg le texte de la chanson Exercice en forme de Z, interprétée par Jane Birkin sur son album Ex fan des sixties, sorti en 1978.
La chanteuse Zazie, de son vrai nom Isabelle de Truchis de Varennes, a choisi son pseudonyme en référence à son prénom Isabelle, mais aussi au personnage principal de Zazie dans le métro.
L’actrice germano-américaine Zazie Beetz a été nommée ainsi par ses parents en référence au personnage.

## Adaptations
- Zazie dans le métro (1960), film réalisé par Louis Malle.

Le roman de Raymond Queneau a tout d'abord été adapté au cinéma par le producteur Louis Malle un an après sa publication. En effet, en 1959, Louis Malle commence à travailler son adaptation avec le réalisateur Jean-Paul Rappeneau. Il s'ensuit, entre mars et mai 1960 le tournage à Paris mais aussi en studio. Le film sort alors en octobre 1960.  Louis Malle, qui est né le 30 octobre 1932 à Thumeries, est issu d'une famille relativement aisée. Cette situation idéale lui permet de suivre des études à l'IDHEC (Institut de hautes études cinématographiques). Il devient alors scénariste et producteur, ainsi, afin d'avoir plus de libertés, il crée sa propre société de production. Au cours de ses films, il souhaite dénoncer les valeurs bourgeoises, mais aussi traiter de sujets autour d'enfants et d'adolescents confrontés au monde des adultes. Pourtant, Louis Malle comprend que ses œuvres ne sont pas toujours bien vues, comme l'adaptation de Zazie jugée scandaleuse mais en avance sur son temps et c'est pour cette raison qu'il finit par s'exiler en Amérique.
- Zazie dans le métro (1966), bande dessinée de Jacques Carelman[9].
- Zazie dans le métro (1988), adaptation pour le théâtre Évelyne Levasseur et (1989) pour l’audio produit par Jacques Canetti pour la collection « Le Livre qui Parle »[10].
- Zazie dans le métro (2008), bande dessinée de Clément Oubrerie.
- Zazie dans le métro, texte de Raymond Queneau, illustré par Catherine Meurisse, Gallimard Jeunesse, 2009[11].
- Zazie (2012), pièce de théâtre musical, livret de Michel Beretti d'après Raymond Queneau, musique de Matteo Franceschini, créée le 5 février 2012 à Paris, au théâtre du Châtelet[12].
- Zazie dans le métro (2024), comédie musicale, texte de Raymond Queneau, chansons écrites par Zabou Breitman et composées par Reinhardt Wagner, mise en scène de Zabou Breitman[13].